# Cyanobacteriota
Las cianobacterias (Cyanobacteriota, del griego: κυανός, kyanós, «azul»), son un filo del dominio Bacteria que comprende las bacterias capaces de realizar fotosíntesis oxigénica. Son los únicos procariontes que llevan a cabo ese tipo de fotosíntesis, por ello también se les llama oxifotobacterias (Oxyphotobacteria).[cita requerida] En 2021 el nombre del filo fue cambiado de Cyanobacteria a Cyanobacteriota, sin embargo,  aún es común encontrar el primer término en la literatura.
Las cianobacterias fueron designadas durante en el pasado como «algas cianófitas» (Cyanophyta, literalmente, «plantas azules»), cianofíceas (Cyanophyceae, literalmente, «algas azules») o Cyanobacteria, castellanizándose a menudo como algas verde-azuladas o azul verdosas. Cuando se descubrió la distinción entre célula procariota y eucariota se constató que éstas eran las únicas «algas» procariotas, y el término «Cyanobacteria» (se había llamado siempre bacterias a los procariontes conocidos) empezó a ganar preferencia. Los análisis morfológicos y genéticos recientes sitúan a las cianobacterias entre las bacterias gramnegativas, y lo son también sus descendientes que por endosimbiosis dieron lugar a los plastos. Por lo tanto, no son algas.
Las cianobacterias provienen de un antiguo linaje monofilético, de procariotas fotosintéticos oxigenadas. Son conocidas por ser el filo de bacterias más diverso morfológicamente, filogenéticamente y ecológicamente. Tienen la posibilidad de encontrarse en distintos hábitats, desde los polos hasta el ecuador, en ambientes extremos, de agua dulce y terrestres. También son importantes proveedoras de fertilizantes nitrogenados para el cultivo de arroz y frijoles. La atmósfera de oxígeno gracias a la cual hoy en día vivimos fue generada por las cianobacterias en las eras Arcaica y Proterozoica.
Su coloración es gracias a sus pigmentos como la clorofila y la ficocianina.
Tienen una gran importancia en las redes tróficas debido a la biomasa que producen y por ser un grupo que realiza fotosíntesis oxigénica es catalagado como productores primarios, sin embargo, en ciertas condiciones se dan fenómenos como la eutrofización llegando a afectar a ecosistemas acuáticos como lagos, ríos, estuarios, lagunas y barreras de corales,situación que ha venido en aumento por el cambio climático. Este grupo ha sido de gran interés para la ciencia por su diversidad y adaptabilidad en cada bioma, áreas como la biología, la geología, la medicina, la microbiología, la astronomía y otras, las estudian constantemente.

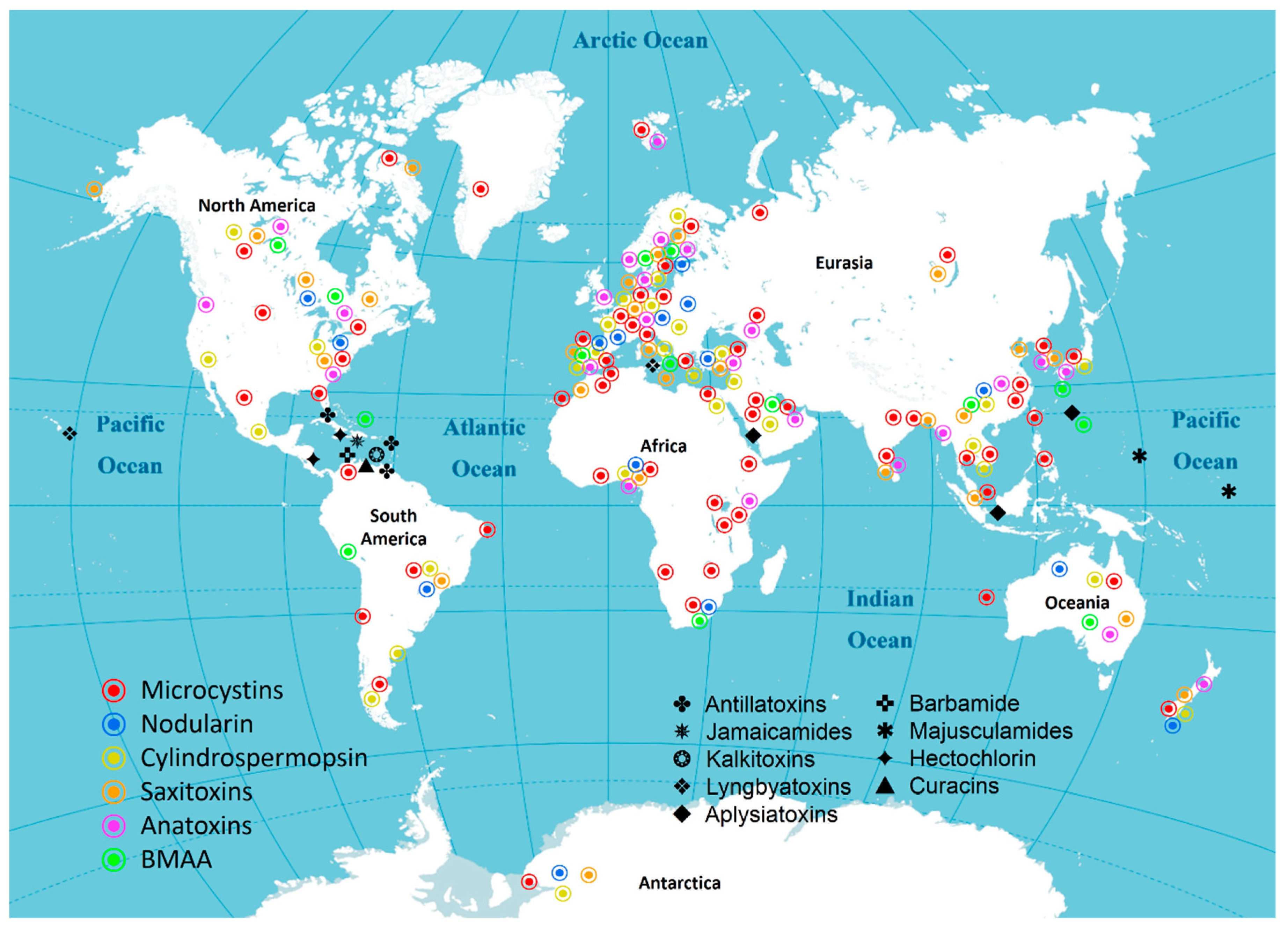
Distribución de cianobacterias y sus toxinas en el mundo

## Distribución
Las cianobacterias son especies cosmopolitas, en gran medida por ser organismos extremófilos, por ello las encontramos en todos los continentes e incluso en la Antártida, se encuentran en ambientes costeros, marinos, de alta montaña, bosque y selva y glaciares.

## Anatomía

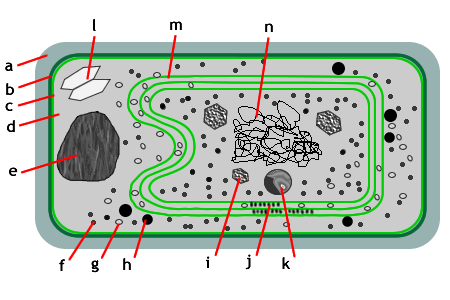
Morfología de una cianobacteria ideal (Gram -)
a.- Membrana externa; b.- Capa de peptidoglucano; c.- Membrana plasmática; d.- Citosol; e.- Gránulo de cianoficina; f.- Ribosoma; g.- Gránulo de glucógeno; h.- Cuerpo lipídico; i.- Carboxisoma; j.- Ficobilisoma. k.- Gránulo polifosfato; l.- Vacuola gasífera; m.- Tilacoide; n.- ADN.

Las cianobacterias han sido conocidas también por los nombres de algas verde azuladas o cloroxibacterias, debido tanto a la presencia de pigmentos clorofílicos que le confieren ese tono característico, como a su similitud con la morfología y el funcionamiento de las algas. Son microorganismos cuyas células miden sólo unos micrómetros (µm) de diámetro, pero su longitud es muy superior a la de la mayoría de las otras bacterias. Algunos orgánulos característicos son:

### Carboxisomas
El citoplasma suele presentar estructuras reconocibles como los carboxisomas, corpúsculos que contienen la enzima ribulosa-1,5-bisfosfato carboxilasa RuBisCO, que realiza la fijación el CO2. por medio del mecanismo de concentración de carbono que usa la energía producida previamente por la fotosíntesis. 

### Gránulos de almacenamiento
En el citoplasma se encuentran cuerpos lipídicos, gránulos de glucógeno, gránulos de cianoficina, gránulos de polifosfato, que se usan para almacenar energía en forma de carbohidratos y después ser consumidos mediante la respiración celular.

### Vesículas de gas
Algunas cianobacterias presentan vesículas gasíferas (llenas de gas) que usan para cambiar su flotabilidad según requieran migrar a zonas de mayor o menor luz. Este comportamiento es típico de cianobacterias que forman parte de la columna de agua.

### Tilacoides
Los tilacoides se encuentran postrados en la membrana tilacoidal, formadas por invaginación de la membrana plasmática (con la que suelen conservar comunicación o contacto) y es donde reside el aparato molecular de la fotosíntesis llamado ficobilosoma (un conjunto de proteínas que sirven principalmente como antenas recolectoras de luz) 
Todas las cianobacterias presentan membrana tilacoidal a excepción de Gloeobacter sp., debido a que es una cianobacteria ancestral, sus tilacoides se encuentran de manera segregada en el citoplasma.

### Ribosomas
Con medios más sofisticados se pueden reconocer estructuras bacterianas como ribosomas (no homólogos de los eucarióticos). 

### Pronúcleo
El ADN de las cianobacterias se encuentra condensado y compactado en un pronúcleo.

### Membrana o pared
La envoltura está constituida, como en todas las bacterias gramnegativas, por una membrana plasmática y una membrana externa, situándose entre ambas una pared de mureína (peptidoglucano).

### Vaina de mucílago
Las cianobacterias más comunes son unicelulares cocoides (esferoidales), a veces agregadas en una vaina mucilaginosa, o formando filamentos simples o tricomas. Los filamentos pueden aparecer agregados envueltos por mucílago, o de una manera que aparenta ramificación (ramas falsas). Existen además cianobacterias que forman filamentos con ramificación verdadera. El mucilago también tiene excreciones de sustancias poliméricas extracelulares o EPS (por sus siglas en inglés), lo que le confiere a la cianobacteria capacidad de adhesión al sustrato, protección contra radicación UV, atrapamiento de detritos y exclusión competitiva de otros microorganismos.

### Clorofilas y fotopigmentos
La producción de clorofilas y fotopigmentos en cianobacterias varía en dominancia y proporción pero, generalmente, incluyen Clorofila a, ficocianina, aloficocianina, ficoeritrina, carotenoides, scytonemina, clorofila d y clorofila f. Como resultado, su color celular puede variar del rojo al verde, del cian al azul, así como marrón y negro. Tal variación puede estar influenciada por la luz disponible en un microhábitat particular, por lo que las cianobacterias tienen plasticidad y adaptación cromática. 
El espectro electromagnético absorbible por las clorofilas y fotopigmentos de las cianobacterias va desde los 420 a 700 nm aunque se han descrito ejemplos de clorofila en algunas cyanobacterias como Acaryochloris marina, que es capaz de absorber desde el infrarrojo hasta los 750 nm.

## Fisiología y células especializadas

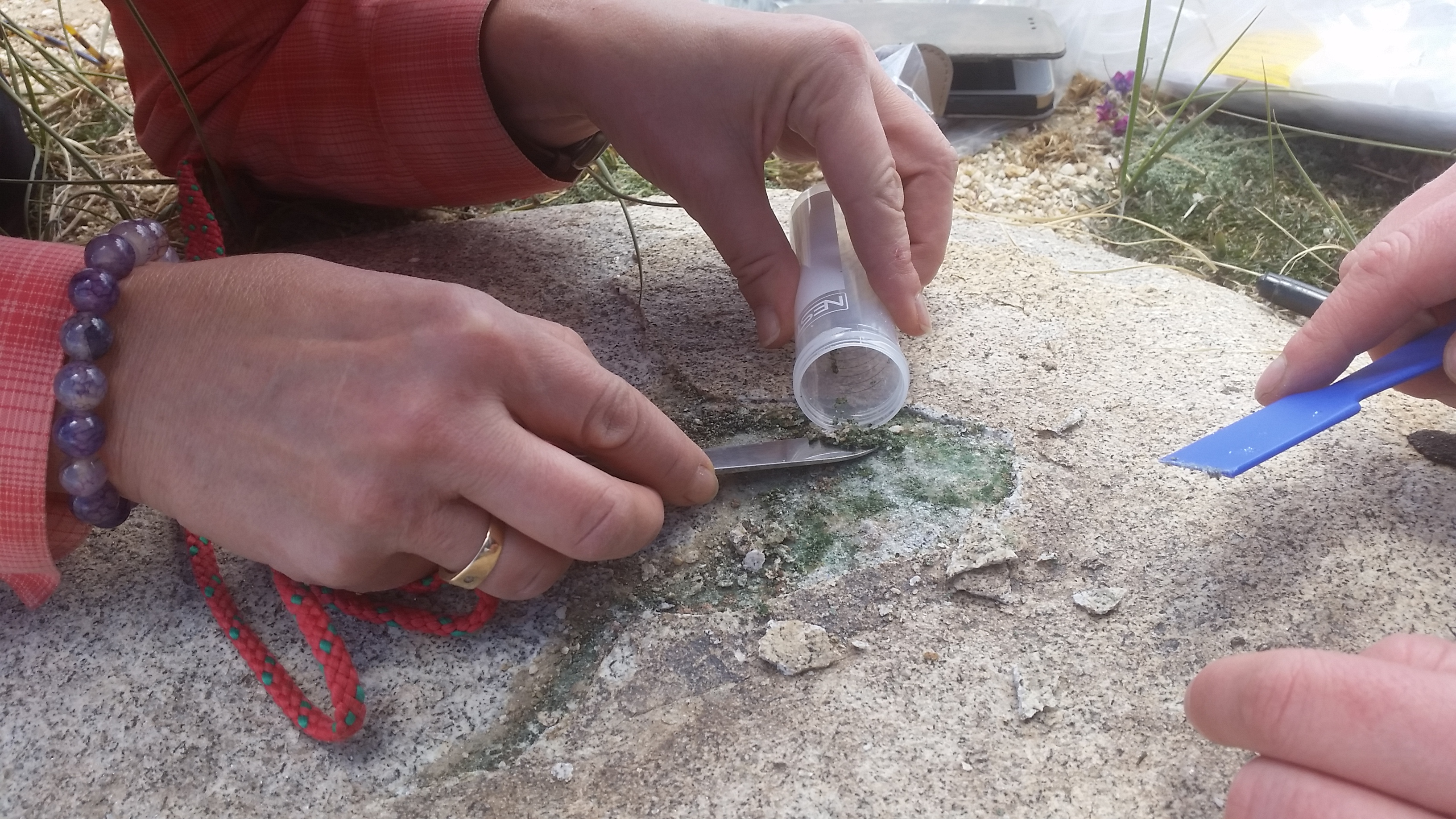
Cianobacterias endolíticas que viven en rocas de granito.

Las cianobacterias contradicen, como las mixobacterias, el prejuicio según el cual los procariontes no son nunca genuinamente pluricelulares. Son uno de los procariontes más complejos porque especialización de células y multicelularidad. 

### Heterocistos
Son células especializadas en la fijación de nitrógeno. Entre las células de un filamento hay una comunicación íntima, en forma de microplasmodesmos y existe, además, algún grado de especialización de funciones. La diferencia más notable la ofrecen los heterocistos, que son células especiales que sólo se presentan en un grupo de cianobacterias. Los heterocistos aparecen como células más grandes y de pared engrosada, intercaladas en los filamentos. Recientemente, se ha confirmado que su pared presenta celulosa, el polímero más abundante en las paredes celulares de las plantas. Los heterocistos contienen la maquinaria de fijación del nitrógeno, proceso que es incompatible con la fotosíntesis, ya que el oxígeno inhibe a la nitrogenasa.

### Acinetos
Los acinetos son células de reserva que se vuelven más grandes, con una pared más gruesa que las células vegetativas, a veces con pequeñas protuberancias. Poseen un citoplasma granuloso debido a la acumulación de gran cantidad de cianoficina como sustancia de reserva. Entre la pared y las capas mucilaginosas segregan una nueva capa fibrosa. Tienen un metabolismo reducido y soportan condiciones de vida desfavorables.

### Beocitos
Son células en las que se lleva a cabo la fisión múltiple, un tipo de reproducción asexual. También son conocidos como exocitos o nanocitos.

### Necridios
Son células que se sacrifican haciendo un tipo de pseudoapoptosis, para que un tricoma de cianobacteria pueda dividirse y seguir creciendo en otra dirección. Pueden formar falsas ramas cuando no se rompe por completo el mucilago o formar hormogonios cuando las células resultantes se separan por completo del tricoma.

### Hormogonios
Son filamentos cortos móviles con fototaxis de células formadas durante la reproducción asexual en la partición del tricoma (fila de ceulas) de cianobacterias del orden Oscillatoriales y Nostocales.

### Calcicito
Son células que almacenan calcio para su desecho, ya que algunas especies endolíticas pueden eliminar el calcio de sustratos calcáreos para perforar y enterrarse en el sedimento.

## Niveles de organización
Las cianobacterias pueden encontrarse de manera unicelular, pero lo más común es que se organicen en filamentos, en colonias o cenobios, unidas por un mucílago o vaina común convirtiéndose en multicelulares.
Las células que crecen en un plano o eje de división forman tricomas (una célula tras otra) cuando los tricomas están contenidas en una vaina entonces forman un filamento. Los filamentos pueden formar filamentos simples o complejos cuando se interrumpe el plano de división. Los filamentos complejos incluyen a las ramas falsas (si la vaina pierde continuidad o se rompe) o ramas verdaderas (si la vaina tiene continuidad).

## Metabolismos

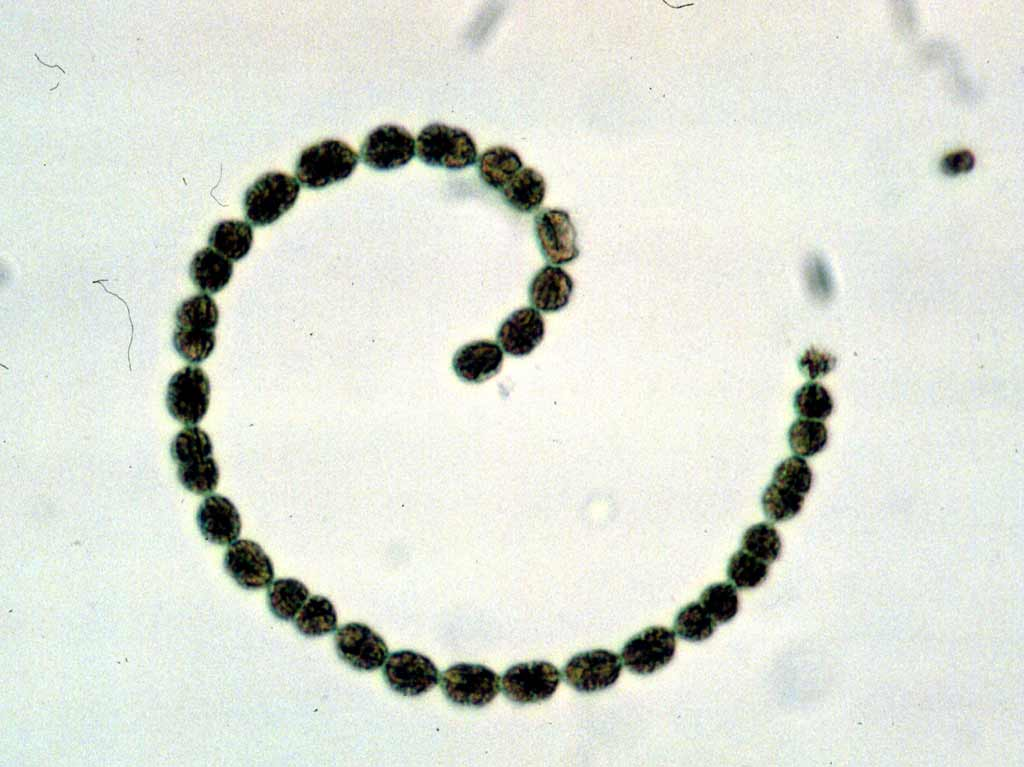
Anabaena flosaquae (Nostocales), una cianobacteria filamentosa.

Las cianobacterias son en general organismos autótrofos fotosintetizadores, pero algunas viven heterotróficamente, como descomponedoras, o con un metabolismo mixto (mixotrofas). Las cianobacterias comparten con algunas otras bacterias la capacidad de usar nitrógeno atmosférico (N2) como fuente de nitrógeno.

### Fotosíntesis oxigénica
Las cianobacterias fueron las primeras en realizar una variante de la fotosíntesis que ha llegado a ser la predominante y que ha determinado la evolución de la biosfera terrestre. Se trata de la fotosíntesis oxigénica. La fotosíntesis necesita una molécula reductora que actúa como fuente de electrones y, en este caso, es el agua (H2O). Al tomar el hidrógeno del agua se libera oxígeno. La explosión evolutiva y ecológica de las cianobacterias, presentes desde hace al menos 2700 millones de años, dio lugar a la acumulación de oxígeno en la atmósfera. Se alcanzaron concentraciones similares a las actuales hace unos 2470 millones de años, sentando las bases para la aparición del metabolismo aerobio y la radiación de los organismos eucariontes.

### Fotosíntesis anoxigénica
Algunas cianobacterias son capaces de realizar fotosíntesis anoxigénica en presencia de ácido sulfhídrico (H2S) liberando azufre molecular S2 en el proceso. También pueden usar arsénico (As III) o hidrógeno (H+) como donador de electrones. Las bacterias Pseudanabaena, Aphanothece y a Oscillatoria limnetica poseen esta capacidad y, a la vez, también llevan a cabo fotosíntesis oxigénica. El empleo de una u otra depende de los compuestos disponibles. Los mecanismos de alternancia de metabolismo aún no están descritos a nivel molecular.

### Fijación de carbono
Debido a que son organismos acuáticos, las cianobacterias emplean «mecanismos de concentración de carbono» para incorporar el carbono inorgánico (CO2 o bicarbonato) disuelto en medio acuoso. Entre las estrategias más específicas está la prevalencia generalizada de microcompartimentos bacterianos conocidos como carboxisomas. Estas estructuras icosaédricas están compuestas de proteínas que se ensamblan en estructuras parecidas a jaulas. Se sabe que estas estructuras fuerzan en su interior la unión de la enzima RuBisCO con CO2, así como la enzima anhidrasa carbónica, ya que los carboxisomas utilizan transportadores membranales para elevar las concentraciones locales internas de CO2 y así aumentar la eficiencia de la enzima RuBisCO.

### Fijación de nitrógeno
Las cianobacterias comparten con distintas bacterias la habilidad de tomar el N2 del aire, donde es el gas más abundante, y reducirlo a amonio (NH4+), una forma de nitrógeno que todas las células pueden aprovechar. Los autótrofos que no pueden fijar el N2, tienen que tomar nitrato (NO3-), que es una sustancia escasa; este es el caso de las plantas. La enzima que realiza la fijación del nitrógeno es la nitrogenasa, que es inhibida por el oxígeno, con lo cual se hace incompatible con la fotosíntesis y, por tanto, en muchas cianobacterias los dos procesos se separan en el tiempo, realizándose la fotosíntesis durante las horas de luz y la fijación de nitrógeno solamente por la noche. Algunas especies han solucionado el problema mediante los heterocistes, unas células más grandes y con una pared engrosada con celulosa y que se encargan de la fijación del nitrógeno; en los heterocistes no hay fotosistema II, de modo que no hay desprendimiento de oxígeno y la nitrogenasa puede actuar sin problemas.
Algunas cianobacterias son simbiontes de plantas acuáticas, como los helechos del género Azolla, a las que suministran nitrógeno. Esto es fácilmente apreciable en cultivos de arroz ubicados en China y Vietnam, en los que en 1988 se notó un incremento del 5 % en la producción del cereal antes mencionado debido principalmente a la mejora de la calidad del nitrógeno fijado y a que las cianobacterias funcionan como reguladores ecológicos, por lo que adquieren funciones de herbicidas y plaguicidas.    Dada su abundancia en distintos ambientes, las cianobacterias son importantes para la circulación de nutrientes, incorporando nitrógeno a la cadena alimentaria, en la que participan como productores primarios o como descomponedores

### Fermentación
Algunas cianobacterias son mixótrofas, es decir pueden ser tanto autótrofas (obtener energía de la luz) como heterótrofas (obtener energía de materia orgánica). Se ha documentado que especies como Synechococcus pueden hacer fermentación en la noche para obtener energía, entre los genes de fermentación de Synechococcus se encuentran pflB, pflA, adhE, and acs.

### Respiración
La respiración en las cianobacterias puede ocurrir en la membrana tilacoide donde también se lleva la fotosíntesis. Si bien el objetivo de la fotosíntesis es almacenar energía y la construcción de carbohidratos a partir de CO2, en la respiración pasa lo contrario, la energía obtenida previamente se usa para romper los carbohidratos y obtener más energía liberando CO2.
Las cianobacterias parecen separar estos dos procesos con su membrana plasmática que contiene solo componentes de la cadena respiratoria, mientras que la membrana tilacoide alberga una cadena de transporte de electrones respiratoria y fotosintética interconectada. Las cianobacterias usan electrones de la succinato deshidrogenasa en lugar de NADPH para la respiración.
Las cianobacterias solo respiran durante la noche (o en la oscuridad) porque las instalaciones utilizadas para el transporte de electrones se usan en reversa para la fotosíntesis mientras están a la luz.

### Metanogénesis
El paradigma de que la metanogénesis biogénica, considerada un proceso estrictamente anaerobio, es exclusiva de arqueas cambió en 2020. Un trabajo demostró que las cianobacterias que viven en ambientes marinos, de agua dulce y terrestres producen metano a tasas sustanciales en condiciones de luz, oscuridad, oxígeno y anoxigenia, vinculando la producción de metano con la productividad primaria. La producción de metano, atribuida a las cianobacterias mediante técnicas de etiquetado de isótopos estables, mejora durante la fotosíntesis oxigénica. La formación de metano por las cianobacterias contribuye a la acumulación de metano en aguas superficiales marinas y zonas saturadas de oxígeno. En estos entornos se predice que las floraciones de cianobacterias aumentarán aún más debido a que el calentamiento global puede tener una retroalimentación positiva. Las cianobacterias probablemente han estado produciendo metano desde que evolucionaron por primera vez en la Tierra.

### Reducción asimiladora de sulfato
Las  cianobacterias pueden reducir sulfato para incorporarlo en la síntesis de proteínas y coenzimas para la síntesis de sulfolipidos que se usa en las membranas fotosintéticas en la fotosíntesis anoxigénica.

## Reproducción
Las cianobacterias al ser bacterias solo tienen reproducción asexual, sin embargo, algunas cianobacterias tienen mecanismos de reproducción únicos dentro de las bacterias, presentando células especializadas para esta función.

### Fisión binaria
La fisión binaria se produce cuando una célula madre crece y entonces se divide a la mitad dando lugar a dos células hijas, es el tipo de reproducción más común dentro del orden Synechococcales pudiendo ser de manera bipolar o apolar.

### Fisión múltiple
La fisión múltiple se produce cuando una célula madre se divide en fragmentos irregulares llamados beocitos. La división puede darse de  manera instantánea o secuencial y se diferencia de la fisión binaria ya que la célula madre no tiene un crecimiento o incremento de volumen previo. Este tipo de reproducción solo  se presenta en cianobacterias del orden Pleurocapsales. Se cree que este tipo de división es una adaptación a ambientes hipersalinos ya que la célula madre protege a las células pequeñas de una ruptura por equilibrio osmótico.

### Gemación
La gemación se produce cuando una célula madre se fragmenta secuencialmente por los extremos dando lugar a los nanocitos o exocitos que después se liberan, este tipo de reproducción solo se ha observado en Chamaesiphon.

### Fragmentación
Cuando el tricoma de un filamento se quiebra en dos, esto es posible gracias a una célula que se sacrifica llamada necridio, entonces los extremos pueden separarse formando dos filamentos o bien, pueden quedarse unidos dentro del mismo mucilago formando una rama falsa. Se cree que esta reproducción es una adaptación que confiere a las células hijas una protección parental ya que los nuevos tricomas pueden permanecer unidos a las células madre y evitar depredacion.

## Evolución
Los ancestros de las cianobacterias posiblemente se originaron hace 3500 millones de años, aunque hay evidencia de que pudieron haber surgido hace 3700 millones de años.
Su origen y su capacidad de desarrollar la fotosíntesis oxigénica, significó un cambio eminentemente en los ciclos biogeoquímicos de la tierra, ya que cambiaron la atmósfera de un estado reducido a un estado oxidado.
Una hipótesis sugiere que las cianobacterias pudieron evolucionar de un ancestro en común, de una protocianobacteria del grupo Melainabacteria, que son bacterias no fotosintéticas. Las cianobacterias también pudieron divergir cuando las protocianobacterias del grupo Sericytochromatia tuvieron la capacidad de hacer algún tipo de fotosíntesis.

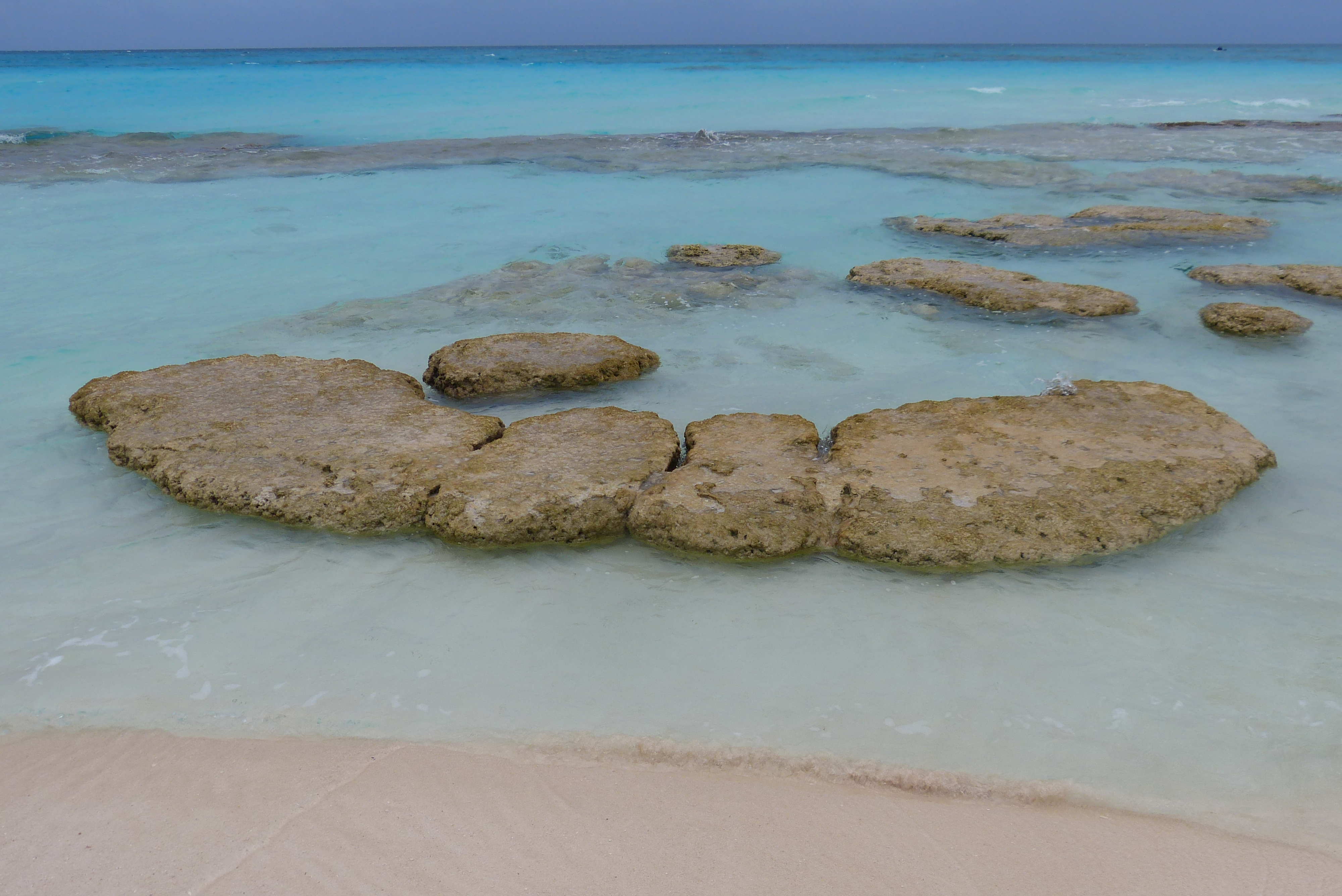
Microbialitos vivos en Highbourne Cay (Bahamas). Los microbialitos fueron una de las primeras comunidades microbianas en albergar cianobacterias.

Otra hipótesis propone que el ancestro de la cianobacteria debió ser una bacteria fotosintética anoxigénica parecida a una bacteria púrpura del azufre, que posteriormente incorporó un genoma parecido al de las bacteria verdes sin azufre, ya que las cianobacterias poseen fotosistemas análogos al de estas dos bacterias, incluso algunas cianobacterias aún conservan la capacidad de realizar fotosíntesis anoxigénica y pueden usar como donador de electrones hidrógeno (H+) o ácido sulfhídrico (H2S).
La capacidad de usar el agua (H2O) como donador de electrones en la fotosíntesis involucra acoplar dos fotosistemas, y es un proceso bioquímico muy costoso, debido la fuerza con la que el hidrógeno se enlaza al oxígeno. Sin embargo, al desprenderse estas moléculas, se libera una cantidad de energía 10 veces mayor al de la fotosíntesis anoxigénica, lo que se traduce en una obtención de energía más rápida. El desecho de este proceso es el oxígeno, que es muy tóxico para la mayoría de las bacterias. Sin embargo, las cianobacterias pudieron hacerse resistentes a su propio desecho. 
La evolución de la fotosíntesis oxigénica marco un hito en la historia evolutiva de la tierra, siendo las cianobacterias los únicos organismos que han podido generar la fotosíntesis oxigénica a partir de cero. La cuestión de cuándo evolucionó la fotosíntesis oxigénica exactamente sigue siendo motivo de debate e investigación, aunque se tiene evidencias de que evolucionó mucho antes del gran evento de oxidación (2450-2320 millones de años atrás) coincidiendo con la evidencia geoquímica y molecular.

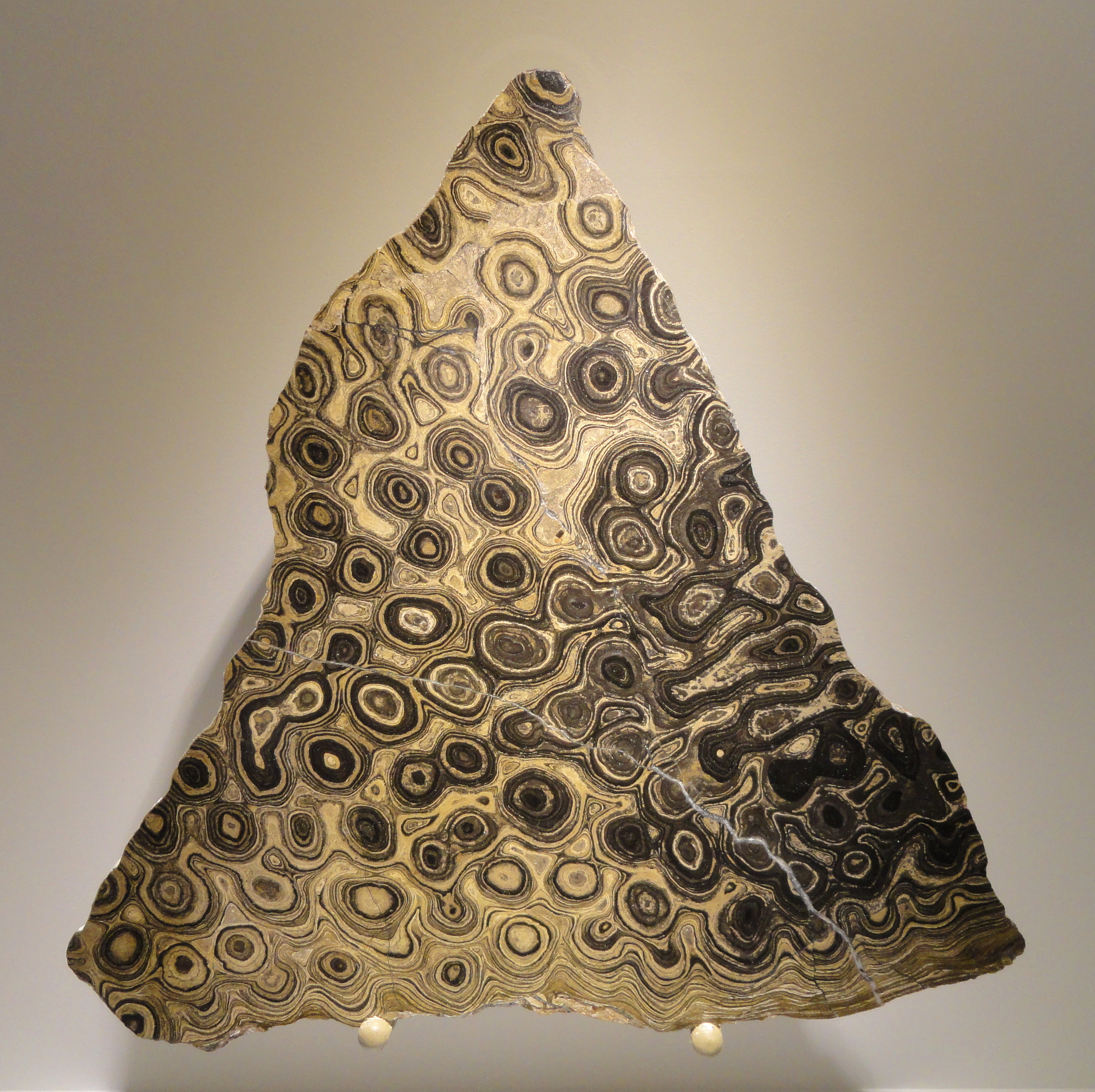
Fósiles de estromatolitos del Vendiense de Bolivia en el Museo de Ciencias Naturales de Houston.

Las cianobacterias tuvieron un papel clave en la acumulación paulatina de oxígeno en la atmósfera terrestre, como resultado hubo un cambio trascendental en las condiciones ecológicas para la vida en la Tierra y es posible que hayan causado una de las primeras extinciones masivas del mundo microbiano, al cambiar tan dramáticamente el medio también se propone que este cambio de condiciones atmosféricas favoreció que la tierra se cubriera completamente en nieve, dando origen a una glaciación global al menos dos veces. Esto a la vez permitió que surgieran otras formas de vida más complejas como los primeros organismos eucariontes, que empezaban a usar oxígeno de manera heterótrofa.
Las cianobacterias fueron los principales productores primarios de la biosfera durante al menos 1500 millones de años, y lo siguen siendo en los océanos, aunque desde hace 300 millones de años han cobrado importancia distintos grupos de algas eucarióticas (las diatomeas, los dinoflagelados y los haptófitos o cocolitofóridos). Es importante remarcar que la novedad evolutiva de realizar fotosíntesis oxigénica no ha podido ser desarrollada por ningún otro organismo fotosintético, en cambio esta capacidad ha pasado a los diferentes organismos por simbiosis, como es el caso de los cloroplastos de las algas y las plantas. Los cloroplastos son en realidad cianobacterias simbiontes con organismos eucariontes.
Se tienen claras evidencias que hace unos 2000 millones de años existía ya una biota diversa de cianobacterias, que fueron los principales productores primarios durante el eón Proterozoico (2500-543 millones de años atrás), en parte porque la estructura redox de los océanos favoreció a los fotoautótrofos y la fijación del nitrógeno. Al final del Proterozoico, se les unieron las algas verdes, pero no fue hasta el Mesozoico (251-65 millones de años) que la radiación de los dinoflagelados, cocolitoforales y diatomeas restaron parte del protagonismo a las cianobacterias. Las cianobacterias adquirieron la capacidad de fijar nitrógeno del aire para convertirlo en amonio aproximadamente hace 2500 millones de años.
En la actualidad, las cianobacterias son claves en los ecosistemas acuáticos como productores primarios y como agentes fijadores de nitrógeno.

### Adaptaciones en los glaciares
A pesar de la poca información sobre la vida de estos en los glaciares colombianos se ha podido comprobar que las cianobacterias han podido sobrevivir y evolucionar en este lugar, su comportamiento es inteligente en esta zona, ha demostrado que las cianobacterias pueden producir biomasa que pueden ser utilizada como fuente de alimentos para otros microorganismo en los glaciares.
Sin embargo, como lo expresó el glaciólogo Jorge Luis Ceballos, la presencia de estas bacterias puede influir en los glaciares de manera indirecta, ya que a través del mecanismo de albedo, que es una característica crucial de los glaciares, se acelera su derretimiento. Además, los glaciares son considerados excelentes indicadores del cambio climático, pero su tamaño sigue disminuyendo. En los últimos 12 años, hemos perdido más de 5 km de glaciares, lo que puede impactar en la adaptación de las comunidades microbianas de esta región.

### Adaptaciones en cianobacterias
Los trabajos sobre adaptación en cianobacterias se han centrado en estudiar la protección a la radiación solar y UV mediante la producción de pigmentos como micoesporinas y scitonemina, también se ha evaluado su adaptación a resistir el forrajeo mediante la producción de cianotoxinas, su adaptación para la alelopatía y la señalización química para competir con otros organismos heterótrofos y fotótrofos en la obtención de alimento, sin embargo muy pocos trabajos han hablado sobre su adaptación para la facilitación y mutualismo con otras especies para el ensamble de comunidades y  construcción de nichos. 
Los estudios genéticos más recientes han encontrado que los genomas de cianobacterias han integrado en los últimos miles de años, genes (la mayoría sin caracterizar) de resistencia a condiciones ambientales hostiles y han ganado una gran cantidad de plásmidos y secuencias relacionadas con la resistencia a virus.
Se han encontrado un core genómico cianobacteriano formado por 323 genes, donde la tasa de mutación es baja, debido a que son genes que sintetizan proteínas del aparato fotosintético y ribosómico. Sin embargo, los estudios genómicos y de fisiología celular se han realizado apenas sobre el 0.01% de los géneros de cianobacterias descritos, lo que deja una laguna en la base de datos de anotación funcional para estudios de genómica comparativa. La llamada materia oscura cianobacteriana representa el 23% de los genomas anotados.
Estudios ecogenómicos han encontrado que las cianobacterias de ambientes marinos han adaptado sus genomas a ser más pequeños, mientras que las cianobacterias de agua dulce tienen genomas medianos, siendo las cianobacterias terrestres las que contienen los genomas más grandes. Esto se debe a que en ambientes marinos hay pocos disturbios y cambios ambientales, donde su nicho lumínico se distribuye por miles de kilómetros, mientras que los sistemas de agua dulce las cianobacterias tienen mayores restricciones geográficas y cambios leves como los ciclos de mezcla y estratificación de lagos. Por otra parte, las cianobacterias terrestres están expuestas a grandes cantidades de estrés ambiental y disturbios, esto ha generado que integren más secuencias por transferencia horizontal de genes (THG) y tengan un repertorio de genes accesorios más amplio. Este reciente descubrimiento, es consistente con teorías ecológicas, ya que las cianobacterias con genomas más grandes ocupan espacios ecológicos más complejos, donde existe más interacciones de mutualismo y construcción de nicho mientras que las cianobacterias con genomas pequeños ocupan espacios ecológicos más simples donde existe más interacciones de inhibición competitiva.

### Evolución de clorofilas
La evolución de las clorofilas y bacterioclorofilas es un tema que sigue en discusión por la complejidad de eventos simbiogeneticos y de transferencia horizontal de genes involucrados. En general las cianobacterias se distinguen de otros organismos fotosintéticos por presentar mayor producción de ficoeritrina y ficocianina, su nicho lumínico está separado de las bacterias verdes y púrpuras del azufre ya que usan otras bacterioclorofilas y foto pigmentos. 
Algunas cianobacterias tienen, como las algas verdes y las plantas, clorofila b, a la vez que carecen de ficobilinas. Su color es el verde típico de las plantas. Algunos supusieron, con buenos motivos, que éstas son las cianobacterias de las que derivarían los plastos verdes de plantas y algas verdes, por lo que fueron llamadas Prochlorophyta. Los análisis genéticos no han confirmado esta hipótesis. Los tres géneros conocidos, Prochloron (simbionte de tunicados), Prochlorococcus (unicelular de vida libre), y Prochlorothrix (filamentosa de vida libre) no guardan entre sí un parentesco estrecho; ello demuestra que, de alguna forma, la condición «verde» se adquiere fácilmente y ha aparecido independientemente en las tres líneas y en la de los plastos. El aparato fotosintético «verde» es favorecido por un ambiente luminoso y rico en oxígeno. Lo último fue producido precisamente por la expansión de cianobacterias y plastos y lo segundo se requiere (por intermedio de la ozonosfera) para hacer habitables los ambientes luminosos, protegidos así de la radiación ultravioleta. No es extraño que, una vez generadas tales condiciones, se haya producido una evolución convergente repetida.[cita requerida].

### Origen de los plastos

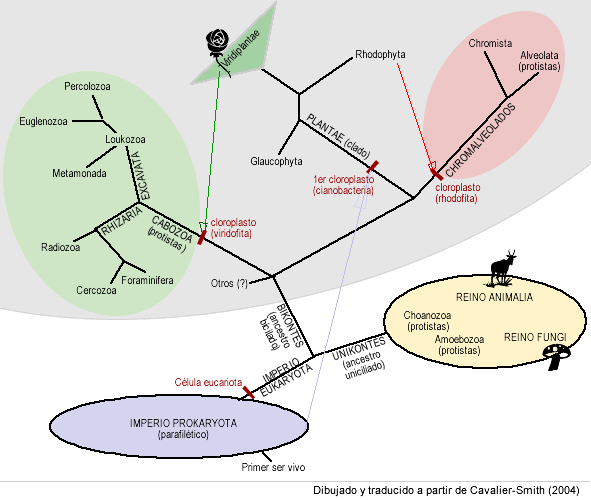
Filogenia de los plastos que se originaron a partir de una cianobaceria ancestral.

Los plastos o cloroplastos son orgánulos que se encuentran en el citoplasma de las células de las plantas y de las algas. Su función inicial es la de permitir la transformación de energía lumínica en energía química (fotosíntesis). Ya a finales del siglo XIX se postuló su origen como células independientes adquiridas por una forma de simbiosis. Se propuso que los cloroplastos podrían haberse originado a partir de Prochlorales, debido a sus semejanzas. Investigaciones realizadas en los 80 consideraron que derivan de cianobacterias próximas a Synechococcus, que contiene clorofila a y ficobiliproteínas al igual que los cloroplastos de las algas rojas. Análisis genéticos (proteína RuBisCO y ARN 16S) se inclinan por una relación con Chroococcales, mientras que análisis a nivel de proteínas plastidiales encontró que los plastos resultarían ser un clado hermano de la cianobacteria de agua dulce Gloeomargarita.
La captura de una cianobacteria que condujo a los plastos ocurrió una sola vez, hace aproximadamente 2100-1900 millones de años en un ancestro del clado llamado Primoplantae, posiblemente la cianobacteria que originó el plástido original ancestral fue hermana directa Gloeomargarita lithophora teniendo relación con la rama basal de los Synechococcus, originando la estirpe que conduce a las algas rojas (Rhodophyta) y las algas verdes (Chlorophyta), pero luego en la evolución plastidial se han producido fenómenos de simbiosis secundaria que han originado la gran diversidad actual de los plastos. Hay un grupo de algas eucariotas, los glaucocistófitos (Glaucocystophyta), cuyos plastos conservan el máximo parecido con una cianobacteria de vida libre, incluida la pared de mureína entre las dos membranas de la envoltura. Las algas rojas tienen en su aparato fotosintético la misma clase de pigmentos auxiliares, las ficobilinas, que caracterizan a las cianobacterias.

## Clasificación y sistemática
Como ya se ha comentado, las cianobacterias son un grupo muy heterogéneo, y su clasificación responde más a criterios didácticos que sistemáticos.

### Filogenia
La filogenia de las cianobacterias aún no está consensuada, los estudios filogenéticos coinciden en que Gloeobacter tiene la posición basal más temprana, pero los demás grupos han dado diversos resultados. Una versión sobre las relaciones filogenéticas sobre la base de secuencias moleculares (2008) es la siguiente (los grupos en comillas figuran como parafiléticos):
|  | "Oscillatoriales"                                               |
|  |                                                                 |
|  | \| \| "Nostocales" \| \| \| \| \| \| Stigonematales \| \| \| \| |
|  |                                                                 |
|  | "Nostocales"                                                    |
|  |                                                                 |
|  | Stigonematales                                                  |
|  |                                                                 |

|  | "Nostocales"   |
|  |                |
|  | Stigonematales |
|  |                |

|  | "Oscillatoriales"                                               |
|  |                                                                 |
|  | \| \| "Nostocales" \| \| \| \| \| \| Stigonematales \| \| \| \| |
|  |                                                                 |
|  | "Nostocales"                                                    |
|  |                                                                 |
|  | Stigonematales                                                  |
|  |                                                                 |

|  | "Nostocales"   |
|  |                |
|  | Stigonematales |
|  |                |

|  | "Oscillatoriales"                                               |
|  |                                                                 |
|  | \| \| "Nostocales" \| \| \| \| \| \| Stigonematales \| \| \| \| |
|  |                                                                 |
|  | "Nostocales"                                                    |
|  |                                                                 |
|  | Stigonematales                                                  |
|  |                                                                 |

|  | "Nostocales"   |
|  |                |
|  | Stigonematales |
|  |                |

|  | "Oscillatoriales"                                               |
|  |                                                                 |
|  | \| \| "Nostocales" \| \| \| \| \| \| Stigonematales \| \| \| \| |
|  |                                                                 |
|  | "Nostocales"                                                    |
|  |                                                                 |
|  | Stigonematales                                                  |
|  |                                                                 |

|  | "Nostocales"   |
|  |                |
|  | Stigonematales |
|  |                |

|  | "Oscillatoriales"                                               |
|  |                                                                 |
|  | \| \| "Nostocales" \| \| \| \| \| \| Stigonematales \| \| \| \| |
|  |                                                                 |
|  | "Nostocales"                                                    |
|  |                                                                 |
|  | Stigonematales                                                  |
|  |                                                                 |

|  | "Nostocales"   |
|  |                |
|  | Stigonematales |
|  |                |

|  | "Oscillatoriales"                                               |
|  |                                                                 |
|  | \| \| "Nostocales" \| \| \| \| \| \| Stigonematales \| \| \| \| |
|  |                                                                 |
|  | "Nostocales"                                                    |
|  |                                                                 |
|  | Stigonematales                                                  |
|  |                                                                 |

|  | "Nostocales"   |
|  |                |
|  | Stigonematales |
|  |                |

|  | "Oscillatoriales"                                               |
|  |                                                                 |
|  | \| \| "Nostocales" \| \| \| \| \| \| Stigonematales \| \| \| \| |
|  |                                                                 |
|  | "Nostocales"                                                    |
|  |                                                                 |
|  | Stigonematales                                                  |
|  |                                                                 |

|  | "Nostocales"   |
|  |                |
|  | Stigonematales |
|  |                |

|  | "Oscillatoriales"                                               |
|  |                                                                 |
|  | \| \| "Nostocales" \| \| \| \| \| \| Stigonematales \| \| \| \| |
|  |                                                                 |
|  | "Nostocales"                                                    |
|  |                                                                 |
|  | Stigonematales                                                  |
|  |                                                                 |

|  | "Nostocales"   |
|  |                |
|  | Stigonematales |
|  |                |

|  | "Oscillatoriales"                                               |
|  |                                                                 |
|  | \| \| "Nostocales" \| \| \| \| \| \| Stigonematales \| \| \| \| |
|  |                                                                 |
|  | "Nostocales"                                                    |
|  |                                                                 |
|  | Stigonematales                                                  |
|  |                                                                 |

|  | "Nostocales"   |
|  |                |
|  | Stigonematales |
|  |                |

|  | "Oscillatoriales"                                               |
|  |                                                                 |
|  | \| \| "Nostocales" \| \| \| \| \| \| Stigonematales \| \| \| \| |
|  |                                                                 |
|  | "Nostocales"                                                    |
|  |                                                                 |
|  | Stigonematales                                                  |
|  |                                                                 |

|  | "Nostocales"   |
|  |                |
|  | Stigonematales |
|  |                |

|  | "Oscillatoriales"                                               |
|  |                                                                 |
|  | \| \| "Nostocales" \| \| \| \| \| \| Stigonematales \| \| \| \| |
|  |                                                                 |
|  | "Nostocales"                                                    |
|  |                                                                 |
|  | Stigonematales                                                  |
|  |                                                                 |

|  | "Nostocales"   |
|  |                |
|  | Stigonematales |
|  |                |

|  | "Oscillatoriales"                                               |
|  |                                                                 |
|  | \| \| "Nostocales" \| \| \| \| \| \| Stigonematales \| \| \| \| |
|  |                                                                 |
|  | "Nostocales"                                                    |
|  |                                                                 |
|  | Stigonematales                                                  |
|  |                                                                 |

|  | "Nostocales"   |
|  |                |
|  | Stigonematales |
|  |                |

|  | "Oscillatoriales"                                               |
|  |                                                                 |
|  | \| \| "Nostocales" \| \| \| \| \| \| Stigonematales \| \| \| \| |
|  |                                                                 |
|  | "Nostocales"                                                    |
|  |                                                                 |
|  | Stigonematales                                                  |
|  |                                                                 |

|  | "Nostocales"   |
|  |                |
|  | Stigonematales |
|  |                |

|  | "Oscillatoriales"                                               |
|  |                                                                 |
|  | \| \| "Nostocales" \| \| \| \| \| \| Stigonematales \| \| \| \| |
|  |                                                                 |
|  | "Nostocales"                                                    |
|  |                                                                 |
|  | Stigonematales                                                  |
|  |                                                                 |

|  | "Nostocales"   |
|  |                |
|  | Stigonematales |
|  |                |

|  | "Oscillatoriales"                                               |
|  |                                                                 |
|  | \| \| "Nostocales" \| \| \| \| \| \| Stigonematales \| \| \| \| |
|  |                                                                 |
|  | "Nostocales"                                                    |
|  |                                                                 |
|  | Stigonematales                                                  |
|  |                                                                 |

|  | "Nostocales"   |
|  |                |
|  | Stigonematales |
|  |                |

|  | "Oscillatoriales"                                               |
|  |                                                                 |
|  | \| \| "Nostocales" \| \| \| \| \| \| Stigonematales \| \| \| \| |
|  |                                                                 |
|  | "Nostocales"                                                    |
|  |                                                                 |
|  | Stigonematales                                                  |
|  |                                                                 |

|  | "Nostocales"   |
|  |                |
|  | Stigonematales |
|  |                |

Otro estudio filogenético (2010) da el siguiente resultadoː

|  | "Nostocales"   |
|  |                |
|  | Stigonematales |
|  |                |

|  | cloroplastos                                                       |
|  |                                                                    |
|  | \| \| "Chroococcales" \| \| \| \| \| \| Pleurocapsales \| \| \| \| |
|  |                                                                    |
|  | "Chroococcales"                                                    |
|  |                                                                    |
|  | Pleurocapsales                                                     |
|  |                                                                    |

|  | "Chroococcales" |
|  |                 |
|  | Pleurocapsales  |
|  |                 |

|  | "Nostocales"   |
|  |                |
|  | Stigonematales |
|  |                |

|  | cloroplastos                                                       |
|  |                                                                    |
|  | \| \| "Chroococcales" \| \| \| \| \| \| Pleurocapsales \| \| \| \| |
|  |                                                                    |
|  | "Chroococcales"                                                    |
|  |                                                                    |
|  | Pleurocapsales                                                     |
|  |                                                                    |

|  | "Chroococcales" |
|  |                 |
|  | Pleurocapsales  |
|  |                 |

|  | "Nostocales"   |
|  |                |
|  | Stigonematales |
|  |                |

|  | cloroplastos                                                       |
|  |                                                                    |
|  | \| \| "Chroococcales" \| \| \| \| \| \| Pleurocapsales \| \| \| \| |
|  |                                                                    |
|  | "Chroococcales"                                                    |
|  |                                                                    |
|  | Pleurocapsales                                                     |
|  |                                                                    |

|  | "Chroococcales" |
|  |                 |
|  | Pleurocapsales  |
|  |                 |

|  | "Nostocales"   |
|  |                |
|  | Stigonematales |
|  |                |

|  | cloroplastos                                                       |
|  |                                                                    |
|  | \| \| "Chroococcales" \| \| \| \| \| \| Pleurocapsales \| \| \| \| |
|  |                                                                    |
|  | "Chroococcales"                                                    |
|  |                                                                    |
|  | Pleurocapsales                                                     |
|  |                                                                    |

|  | "Chroococcales" |
|  |                 |
|  | Pleurocapsales  |
|  |                 |

|  | "Nostocales"   |
|  |                |
|  | Stigonematales |
|  |                |

|  | cloroplastos                                                       |
|  |                                                                    |
|  | \| \| "Chroococcales" \| \| \| \| \| \| Pleurocapsales \| \| \| \| |
|  |                                                                    |
|  | "Chroococcales"                                                    |
|  |                                                                    |
|  | Pleurocapsales                                                     |
|  |                                                                    |

|  | "Chroococcales" |
|  |                 |
|  | Pleurocapsales  |
|  |                 |

|  | "Nostocales"   |
|  |                |
|  | Stigonematales |
|  |                |

|  | cloroplastos                                                       |
|  |                                                                    |
|  | \| \| "Chroococcales" \| \| \| \| \| \| Pleurocapsales \| \| \| \| |
|  |                                                                    |
|  | "Chroococcales"                                                    |
|  |                                                                    |
|  | Pleurocapsales                                                     |
|  |                                                                    |

|  | "Chroococcales" |
|  |                 |
|  | Pleurocapsales  |
|  |                 |

|  | "Nostocales"   |
|  |                |
|  | Stigonematales |
|  |                |

|  | cloroplastos                                                       |
|  |                                                                    |
|  | \| \| "Chroococcales" \| \| \| \| \| \| Pleurocapsales \| \| \| \| |
|  |                                                                    |
|  | "Chroococcales"                                                    |
|  |                                                                    |
|  | Pleurocapsales                                                     |
|  |                                                                    |

|  | "Chroococcales" |
|  |                 |
|  | Pleurocapsales  |
|  |                 |

|  | "Nostocales"   |
|  |                |
|  | Stigonematales |
|  |                |

|  | cloroplastos                                                       |
|  |                                                                    |
|  | \| \| "Chroococcales" \| \| \| \| \| \| Pleurocapsales \| \| \| \| |
|  |                                                                    |
|  | "Chroococcales"                                                    |
|  |                                                                    |
|  | Pleurocapsales                                                     |
|  |                                                                    |

|  | "Chroococcales" |
|  |                 |
|  | Pleurocapsales  |
|  |                 |

Un estudio más reciente (2014) propone otra taxonomía, absorbe las Stigonematales dentro de las Nostocalesː
|  | Spirulinales                                                     |
|  |                                                                  |
|  | \| \| Chroococcales \| \| \| \| \| \| Pleurocapsales \| \| \| \| |
|  |                                                                  |
|  | Chroococcales                                                    |
|  |                                                                  |
|  | Pleurocapsales                                                   |
|  |                                                                  |

|  | Chroococcales  |
|  |                |
|  | Pleurocapsales |
|  |                |

|  | Chroococcidiopsidales |
|  |                       |
|  | Nostocales            |
|  |                       |

|  | Spirulinales                                                     |
|  |                                                                  |
|  | \| \| Chroococcales \| \| \| \| \| \| Pleurocapsales \| \| \| \| |
|  |                                                                  |
|  | Chroococcales                                                    |
|  |                                                                  |
|  | Pleurocapsales                                                   |
|  |                                                                  |

|  | Chroococcales  |
|  |                |
|  | Pleurocapsales |
|  |                |

|  | Chroococcidiopsidales |
|  |                       |
|  | Nostocales            |
|  |                       |

|  | Spirulinales                                                     |
|  |                                                                  |
|  | \| \| Chroococcales \| \| \| \| \| \| Pleurocapsales \| \| \| \| |
|  |                                                                  |
|  | Chroococcales                                                    |
|  |                                                                  |
|  | Pleurocapsales                                                   |
|  |                                                                  |

|  | Chroococcales  |
|  |                |
|  | Pleurocapsales |
|  |                |

|  | Chroococcidiopsidales |
|  |                       |
|  | Nostocales            |
|  |                       |

|  | Spirulinales                                                     |
|  |                                                                  |
|  | \| \| Chroococcales \| \| \| \| \| \| Pleurocapsales \| \| \| \| |
|  |                                                                  |
|  | Chroococcales                                                    |
|  |                                                                  |
|  | Pleurocapsales                                                   |
|  |                                                                  |

|  | Chroococcales  |
|  |                |
|  | Pleurocapsales |
|  |                |

|  | Chroococcidiopsidales |
|  |                       |
|  | Nostocales            |
|  |                       |

|  | Spirulinales                                                     |
|  |                                                                  |
|  | \| \| Chroococcales \| \| \| \| \| \| Pleurocapsales \| \| \| \| |
|  |                                                                  |
|  | Chroococcales                                                    |
|  |                                                                  |
|  | Pleurocapsales                                                   |
|  |                                                                  |

|  | Chroococcales  |
|  |                |
|  | Pleurocapsales |
|  |                |

|  | Chroococcidiopsidales |
|  |                       |
|  | Nostocales            |
|  |                       |

|  | Spirulinales                                                     |
|  |                                                                  |
|  | \| \| Chroococcales \| \| \| \| \| \| Pleurocapsales \| \| \| \| |
|  |                                                                  |
|  | Chroococcales                                                    |
|  |                                                                  |
|  | Pleurocapsales                                                   |
|  |                                                                  |

|  | Chroococcales  |
|  |                |
|  | Pleurocapsales |
|  |                |

|  | Chroococcidiopsidales |
|  |                       |
|  | Nostocales            |
|  |                       |

|  | Spirulinales                                                     |
|  |                                                                  |
|  | \| \| Chroococcales \| \| \| \| \| \| Pleurocapsales \| \| \| \| |
|  |                                                                  |
|  | Chroococcales                                                    |
|  |                                                                  |
|  | Pleurocapsales                                                   |
|  |                                                                  |

|  | Chroococcales  |
|  |                |
|  | Pleurocapsales |
|  |                |

|  | Chroococcidiopsidales |
|  |                       |
|  | Nostocales            |
|  |                       |

|  | Spirulinales                                                     |
|  |                                                                  |
|  | \| \| Chroococcales \| \| \| \| \| \| Pleurocapsales \| \| \| \| |
|  |                                                                  |
|  | Chroococcales                                                    |
|  |                                                                  |
|  | Pleurocapsales                                                   |
|  |                                                                  |

|  | Chroococcales  |
|  |                |
|  | Pleurocapsales |
|  |                |

|  | Chroococcidiopsidales |
|  |                       |
|  | Nostocales            |
|  |                       |

|  | Spirulinales                                                     |
|  |                                                                  |
|  | \| \| Chroococcales \| \| \| \| \| \| Pleurocapsales \| \| \| \| |
|  |                                                                  |
|  | Chroococcales                                                    |
|  |                                                                  |
|  | Pleurocapsales                                                   |
|  |                                                                  |

|  | Chroococcales  |
|  |                |
|  | Pleurocapsales |
|  |                |

|  | Chroococcidiopsidales |
|  |                       |
|  | Nostocales            |
|  |                       |

|  | Spirulinales                                                     |
|  |                                                                  |
|  | \| \| Chroococcales \| \| \| \| \| \| Pleurocapsales \| \| \| \| |
|  |                                                                  |
|  | Chroococcales                                                    |
|  |                                                                  |
|  | Pleurocapsales                                                   |
|  |                                                                  |

|  | Chroococcales  |
|  |                |
|  | Pleurocapsales |
|  |                |

|  | Chroococcidiopsidales |
|  |                       |
|  | Nostocales            |
|  |                       |

|  | Spirulinales                                                     |
|  |                                                                  |
|  | \| \| Chroococcales \| \| \| \| \| \| Pleurocapsales \| \| \| \| |
|  |                                                                  |
|  | Chroococcales                                                    |
|  |                                                                  |
|  | Pleurocapsales                                                   |
|  |                                                                  |

|  | Chroococcales  |
|  |                |
|  | Pleurocapsales |
|  |                |

|  | Chroococcidiopsidales |
|  |                       |
|  | Nostocales            |
|  |                       |

|  | Spirulinales                                                     |
|  |                                                                  |
|  | \| \| Chroococcales \| \| \| \| \| \| Pleurocapsales \| \| \| \| |
|  |                                                                  |
|  | Chroococcales                                                    |
|  |                                                                  |
|  | Pleurocapsales                                                   |
|  |                                                                  |

|  | Chroococcales  |
|  |                |
|  | Pleurocapsales |
|  |                |

|  | Chroococcidiopsidales |
|  |                       |
|  | Nostocales            |
|  |                       |

|  | Spirulinales                                                     |
|  |                                                                  |
|  | \| \| Chroococcales \| \| \| \| \| \| Pleurocapsales \| \| \| \| |
|  |                                                                  |
|  | Chroococcales                                                    |
|  |                                                                  |
|  | Pleurocapsales                                                   |
|  |                                                                  |

|  | Chroococcales  |
|  |                |
|  | Pleurocapsales |
|  |                |

|  | Chroococcidiopsidales |
|  |                       |
|  | Nostocales            |
|  |                       |

|  | Spirulinales                                                     |
|  |                                                                  |
|  | \| \| Chroococcales \| \| \| \| \| \| Pleurocapsales \| \| \| \| |
|  |                                                                  |
|  | Chroococcales                                                    |
|  |                                                                  |
|  | Pleurocapsales                                                   |
|  |                                                                  |

|  | Chroococcales  |
|  |                |
|  | Pleurocapsales |
|  |                |

|  | Chroococcidiopsidales |
|  |                       |
|  | Nostocales            |
|  |                       |

|  | Spirulinales                                                     |
|  |                                                                  |
|  | \| \| Chroococcales \| \| \| \| \| \| Pleurocapsales \| \| \| \| |
|  |                                                                  |
|  | Chroococcales                                                    |
|  |                                                                  |
|  | Pleurocapsales                                                   |
|  |                                                                  |

|  | Chroococcales  |
|  |                |
|  | Pleurocapsales |
|  |                |

|  | Chroococcidiopsidales |
|  |                       |
|  | Nostocales            |
|  |                       |

|  | Spirulinales                                                     |
|  |                                                                  |
|  | \| \| Chroococcales \| \| \| \| \| \| Pleurocapsales \| \| \| \| |
|  |                                                                  |
|  | Chroococcales                                                    |
|  |                                                                  |
|  | Pleurocapsales                                                   |
|  |                                                                  |

|  | Chroococcales  |
|  |                |
|  | Pleurocapsales |
|  |                |

|  | Chroococcidiopsidales |
|  |                       |
|  | Nostocales            |
|  |                       |

### Taxonomía
La taxonomía de las cianobacterias está regida por dos códigos, el Código Internacional de Nomenclatura de Bacterias y el Código Internacional de Nomenclatura Botánica; esta duplicidad de nomenclatura causa una gran confusión. Se estima que existen alrededor de 5000 a 6280 especies.
La taxonomía de las cianobacterias está actualmente en revisión. La clasificación que sigue, con nomenclatura botánica, es la propuesta por Cavalier-Smith en 2002:
Reino Monera
- Subreino Negibacteria
  - Infrareino Glycobacteria
    - División Cyanobacteria
      - Subdivisión Gloeobacteria
        - Clase Gloeobacteria
          - Orden Gloeobacterales

      - Subdivisión Phycobacteria (clase Cyanophyceae en otros sistemas)
        - Clase Chroobacteria
          - Orden Chroococcales - Unicelulares o coloniales con pocas células. Grupo heterogéneo. Algunos ejemplos son Chroococcus, Microcystis (colonias irregulares), Eucapsis (colonias cúbicas), Merispopedia (colonias planas)
          - Orden Pleurocapsales
          - Orden Oscillatoriales - Oscillatoria, Spirulina

        - Clase Hormogoneae
          - Orden Nostocales - Nostoc, Anabaena
          - Orden Stigonematales

## Ecología
Las cianobacterias son el grupo fotosintético de bacterias más exitoso en la tierra. Tienen un papel evidente como moldeadores/productores primarios en la mayoría de los ecosistemas acuáticos y terrestres, contribuyen de manera importante en los ciclos globales de carbono, oxígeno y nitrógeno en toda la hidrosfera y suelo.

### Hábitat y Nicho
Las cianobacterias se consideran cosmopolitas, se han adaptado a casi todos los hábitats acuáticos y muchos hábitats terrestres, se encuentran principalmente en océanos, agua dulce y agua subterránea, pero también están en suelo, sistemas hipersalinos, lagos alcalinos, humedales, aguas termales, ventilas hidrotermales, cuevas, costras de desierto, sistemas travertinos, sinterizados silíceos, rocas antárticas, bajo el hielo incluso han sobrevivido al espacio exterior. Su capacidad de dispersión es alta dispersándose por lluvia, corrientes marinas, aire o por animales y sus desechos.   
Las cianobacterias además de ocupar nichos lumínicos y adaptarse a condiciones ambientales hostiles, también son capaces de modificar su ambiente y construir nichos, facilitando la presencia de otros organismos.   

### Interacciones y estilos de vida
Las cianobacterias pueden tener diferentes interacciones biológicas y estilos de vida, pueden ser planctónicas donde tienen interacciones mayormente de competencia al distribuirse en toda la columna de agua y en la zona fótica pero también pueden ser bentónicas y formar tapetes o biopelículas, donde sus interacciones pueden ser de cooperación o de competencia dependiendo si las condiciones ambientales son o no favorables, también hay grupos de cianobacterias que tienen estilos de vida endolíticas viviendo dentro de sistemas rocosos y kársticos o epilíticas cuando habitan la parte superficial de rocas. Otras cianobacterias pueden tener estilos de vida parasitaria y ser epifitas al crecer sobre plantas, algas u otras cianobacterias, también pueden ser epizooticas al crecer encima de animales. Se pueden encontrar algunas cianobacterias como endosimbiontes en líquenes, plantas, protistas o esponjas proporcionando energía para el huésped. Los cloroplastos de las plantas y algas en realidad son cianobacterias que hicieron simbiogénesis (simbiosis a largo plazo) con eucariontes, un ejemplo de simbiogénesis moderna es Paullinela chromatophora.  Algunas cianobacterias también pueden ser comensalistas o amensalistas cuando viven en el pelaje, piel o tejido de animales (perezosos, osos, murciélagos, reptiles, peces, moluscos), proporcionando una forma de camuflaje, aunque también pueden tener otras funciones aun desconocidas. 
Se ha encontrado que las costras de cianobacterias terrestres ayudan a estabilizar el suelo para evitar la erosión y retener el agua, además de fijar el nitrógeno que otros organismos necesitan. Un ejemplo  es Microcoleus vaginatus  que estabiliza el suelo usando una vaina de polisacárido que crea una matriz donde se adhieren partículas de arena que absorben agua, en esta esfera también crecen otras bacterias fijadoras de nitrógeno con las que tienen interacciones de mutualismo e intercambio de nutrientes. 
Las pico cianobacterias marinas (cianobacterias con tamaños menores a 1 micrómetro) son importantes ya que son la base trófica de todos los océanos. Prochlorococcus una pico-cianobacteria representa más de la mitad de la fotosíntesis del océano abierto y se estima que produce entre el 50 y 70% del oxígeno que se produce en los mares. 
Se ha descrito que las cianobacterias tienen comportamientos fototaxicos y ritmos circadianos.

### Proliferaciones de cianobacterias (blooms)

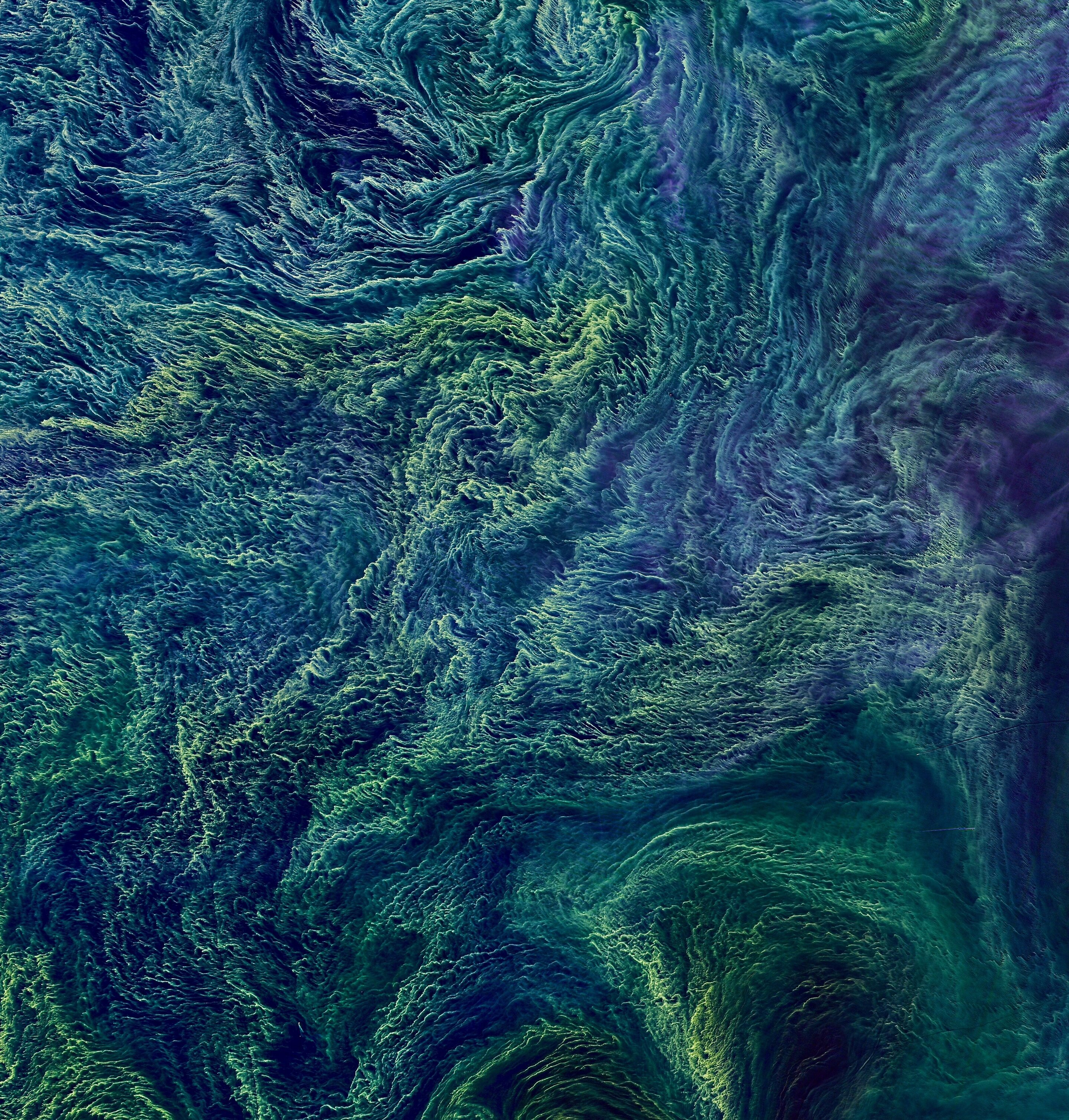
Florecimiento de Nodularia sp. en el mar Báltico (fotografía NASA)

Las cianobacterias colonizan numerosos ecosistemas terrestres y acuáticos. Sin embargo, en ambientes acuáticos es donde especialmente se agregan, dando lugar a formaciones típicas conocidas como floraciones, proliferaciones o blooms. Se refiere al crecimiento rápido de la densidad de la población cyanobacterial en el agua, alcanzando niveles en donde se puede observar a simple vista y afecta en mayor medida a ríos,embalses y lagos; en este punto sí puede representar un peligro para la salud, si el uso de estas aguas es recreacional o como agua potable o de riego. Estas proliferaciones en masa ocurren en aguas eutróficas ricas en nutrientes (particularmente fosfatos, nitratos y amoniaco) en temperaturas cálidas (15 a 30 °C) y donde el pH oscila entre 6 y 9. Con todo, las proliferaciones cianobacterianas necesitan aguas poco revueltas y sin vientos para poder desarrollarse. 
Dichos blooms cambian el aspecto del agua y causan turbidez, además de que la materia orgánica que generan causa que otras bacterias heterotróficas se coman sus productos secundarios formando gases como CO2 y CH4. También se sabe que las cianobacterias pueden respirar durante la noche lo que causa un estado anoxigénico del cuerpo de agua, si el cuerpo de agua es muy reducido como un lago poco profundo o una pecera, el oxígeno se consume con mayor rapidez lo que puede provocar la muerte de animales acuáticos. 
Gracias a un metabolismo secundario muy activo, las cianobacterias en floración son capaces de sintetizar un gran número de compuestos orgánicos como antibióticos, antivirales, antitumorales, y también otros compuestos como la geosmina y el 2-metil-isoborneol, que confiere al agua de grifo un sabor desagradable. Además de estos compuestos, las cianobacterias en floración  producen toxinas responsables de la mortandad de vertebrados (peces, así como ganado y otros animales que beben de las aguas afectadas por el bloom) por la ingestión accidental de cianobacterias concentradas en las orillas por la acción del viento.
Los blooms de cianobacterias planctónicas son importantes en el secuestro y exportación de carbono de la atmósfera. Después de un bloom de cianobacterias ocurre una precipitación de materia orgánica al fondo del cuerpo de agua, también se han descrito fenómenos de blanqueamiento o whitening, donde las cianobacterias catalizan la precipitación in situ de partículas de CaCO3 de grano fino en sus superficies celulares, lo que conduce a la precipitación de carbonato en el fondo del océano o de lagos.

### Toxicidad
Algunas cianobacterias producen toxinas y pueden envenenar a los animales que habitan el mismo ambiente o beben el agua. Se trata de una gran variedad de géneros y especies; algunas producen toxinas muy específicas y otras producen un espectro más o menos amplio de tóxicos. El fenómeno se hace importante sólo cuando hay una floración (una explosión demográfica), lo que ocurre a veces en aguas dulces o salobres, si las condiciones de temperatura son favorables y abundan los nutrientes, sobre todo el fósforo (eutrofización de las aguas). Los géneros más frecuentemente implicados en floraciones son Microcystis, Anabaena y Aphanizomenon. Los mecanismos fisiológicos de la intoxicación son variados, con efectos tanto citotóxicos (atacantes de las células), como hepatotóxicos (atacantes del hígado) o neurotóxicos (atacantes del sistema nervioso).
Entre las toxinas más comunes se encuentran las microcistinas, las nodularinas, las cilindrospermopsinas, anatoxinas, saxitoxinas, la beta-metilamino-L-alanina (BMAA) y algunos lipopolisacáridos.
Según los modelos y observaciones ambientales sugieren que las cianobacterias probablemente aumentarán su dominio en los ambientes acuáticos por el calentamiento global. Esto puede tener graves consecuencias, en particular la contaminación de las fuentes de agua potable. Las cianobacterias pueden interferir con el tratamiento del agua de varias maneras, principalmente al taponar los filtros (a menudo grandes lechos de arena y medios similares) y al producir cianotoxinas, que pueden causar enfermedades graves si se consumen. 
Las consecuencias también pueden recaer en las prácticas de pesca y gestión de residuos. La eutrofización antropogénica, el aumento de las temperaturas, la estratificación vertical y el aumento del dióxido de carbono atmosférico contribuyen a que las cianobacterias dominen cada vez más los ecosistemas acuáticos.

## Aplicaciones de las cianobacterias

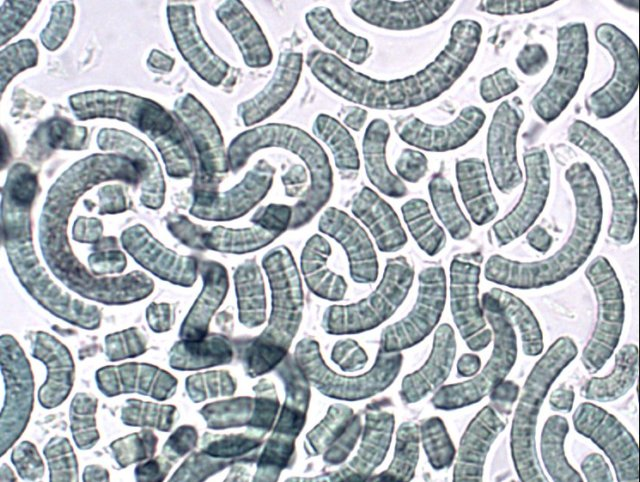
Arthrospira, una cianobacteria usada como complemento dietético.

Hay géneros como Spirulina, que se pueden consumir debido a su alto contenido de caroteno, que es utilizado como antioxidante y se transforma en vitamina A al entrar en el organismo.
Se ha comprobado en los campos de cultivo de arroz al introducir cianobacterias junto con su simbionte Azolla se han desarrollado cardúmenes de peces, que se alimentan a su vez del exceso de cianobacterias que habiten el cultivo, fomentando indirectamente la pesca.
Las cianobacterias Synechocystis y Cyanothece son organismos modelo importantes con aplicaciones en biotecnología para la producción de bioetanol, colorantes alimentarios, como fuente de alimentos para humanos y animales, suplementos dietéticos y otas materias primas.
Existe interés de usar cianobacterias del orden Chroococcidiopsidales para la colonización de marte, ya que por su ecología endolítica, resisten bajas temperaturas, alta radiación UV y alta desecación. Investigadores de varias agencias espaciales argumentan que las cianobacterias podrían usarse para producir bienes para el consumo humano en futuros puestos de avanzada tripulados en Marte, transformando los materiales disponibles en este planeta.
Las cianobacterias se destacan por su gran capacidad para captar nitrógeno, lo que las convierte en organismos clave en la agricultura sostenible. Esto se explica porque "tienen la capacidad de utilizar CO₂, agua y nutrientes para convertir la energía solar en biomasa. Se han reportado aplicaciones eficientes de cianobacterias en prácticas agrícolas para reducir el calentamiento global al disminuir las emisiones de CO₂" (de la Fuente, 2019). Por ello, múltiples estudios apoyan su uso como biofertilizantes, gracias a que "pueden fijar menos de 10 kg/ha de nitrógeno. Anualmente, las densas capas de cianobacterias fijan aproximadamente entre 10 y 30 kg/ha de nitrógeno" (de la Fuente, 2019).
También se ha propuesto a algunas cianobacterias con capacidad de precipitación de carbonatos como una herramienta en el secuestro de carbón atmosférico o como sumideros de carbono.
Se han realizado estudios del uso de cianobacterias como ayudantes en la creación de biodiésel gracias a su gran capacidad de convertir CO2 y Luz UV en lípidos que se pueden utilizar para este fin, así como por sus requisitos mínimos de crecimiento y una gran eficiencia en la fotosíntesis también reduce la liberación tóxica de azufre y hace de control en la adición de hidrocarburos aromáticos con un contenido eficiente de oxígeno. Tienen un papel importante en la producción de PHA (Polihidroxialcanohatos) que se utiliza para la creación de bioplásticos.

## Importancia de las cianobacterias en la criosfera colombiana
El phylum Cyanobacteria es considerado uno de los linajes más primitivos en la historia de la Tierra. Su relevancia científica radica en su papel en la aparición de concentraciones de oxígeno en la atmósfera, como resultado de su actividad fotosintética. En este contexto, el estudio de las cianobacterias en la criosfera colombiana adquiere especial importancia por diversas razones.
En primer lugar, estas bacterias representan formas de vida resistentes que pueden ofrecer información valiosa sobre los límites de la vida en la Tierra, así como en escenarios astrobiológicos. Su presencia en ambientes tropicales fríos ha sido escasamente documentada, lo que genera un vacío en el conocimiento biológico regional que requiere atención científica urgente.
En segundo lugar, las cianobacterias cumplen funciones ecológicas fundamentales. A través de la fotosíntesis, contribuyen a la producción primaria en ecosistemas donde otras formas de vida son limitadas o inexistentes. Además, su capacidad para fijar nitrógeno atmosférico en sustratos pobres en nutrientes permite el establecimiento de comunidades ecológicas sucesivas, actuando como "ingenieros de ecosistemas".
Por último, ante el acelerado retroceso de los glaciares causado por el cambio climático, resulta imperativo investigar estas comunidades microbianas para comprender cómo los ecosistemas de alta montaña se adaptan a la pérdida permanente de hielo. Las cianobacterias pueden funcionar como indicadores biológicos del cambio ambiental y contribuir a la formulación de políticas de conservación basadas en evidencia científica.